# Brug 841
Brug 841 is een kunstwerk in Amsterdam-Zuid.
De brug vormde de ingang van het Amstelpark vanaf de Amsteldijk. Het park werd aangelegd rond 1970 (opening 1972) en er werden voor de toegangen enkele bruggen gebouwd. De hoofdingang wordt gevormd door brug 840, die tegelijkertijd met deze brug werd gebouwd in 1970/1971. Het ontwerp van beide bruggen is afkomstig van Dirk Sterenberg werkend bij en voor de Dienst der Publieke Werken. Hij kwam voor brug 841 met een ontwerp waarin twee toegangsdeuren geïntegreerd waren op de oostelijke landhoofden. Om in- en overklimmen tegen te gaan werden aan weerszijden van die toegangsdeuren gladde betonnen borstweringen geplaatst. Het geheel wordt gedragen door een paalfundering van 28 betonnen heipalen. 
De toegang tot het park werd later verplaatst naar een positie dieper in het park en de toegangsdeuren werden verwijderd. Daardoor doen die betonnen borstweringen aan als moderne plastieken met enkele uitstulpingen. Overigens plaatste Sterenberg wel vaker niet in het oog springende plastieken bij bruggen, zie bijvoorbeeld de Theophile de Bockbrug met haar betonnen kubus.
Brug 840 en 841 werden tegelijk aangelegd, toch zit er een opvallend verschil tussen. Brug 840 is uitgevoerd in de standaardkleuren blauw en wit van Amsterdam brug 841 is uitgevoerd in de kleuren groen en wit, kleuren die teruggevonden worden bij meerdere bruggen in Buitenveldert.
Eind jaren zeventig kreeg de brug gezelschap van de veel grotere en drukkere Rozenoordbrug, zij voert de Rijksweg 10 over de Amstel

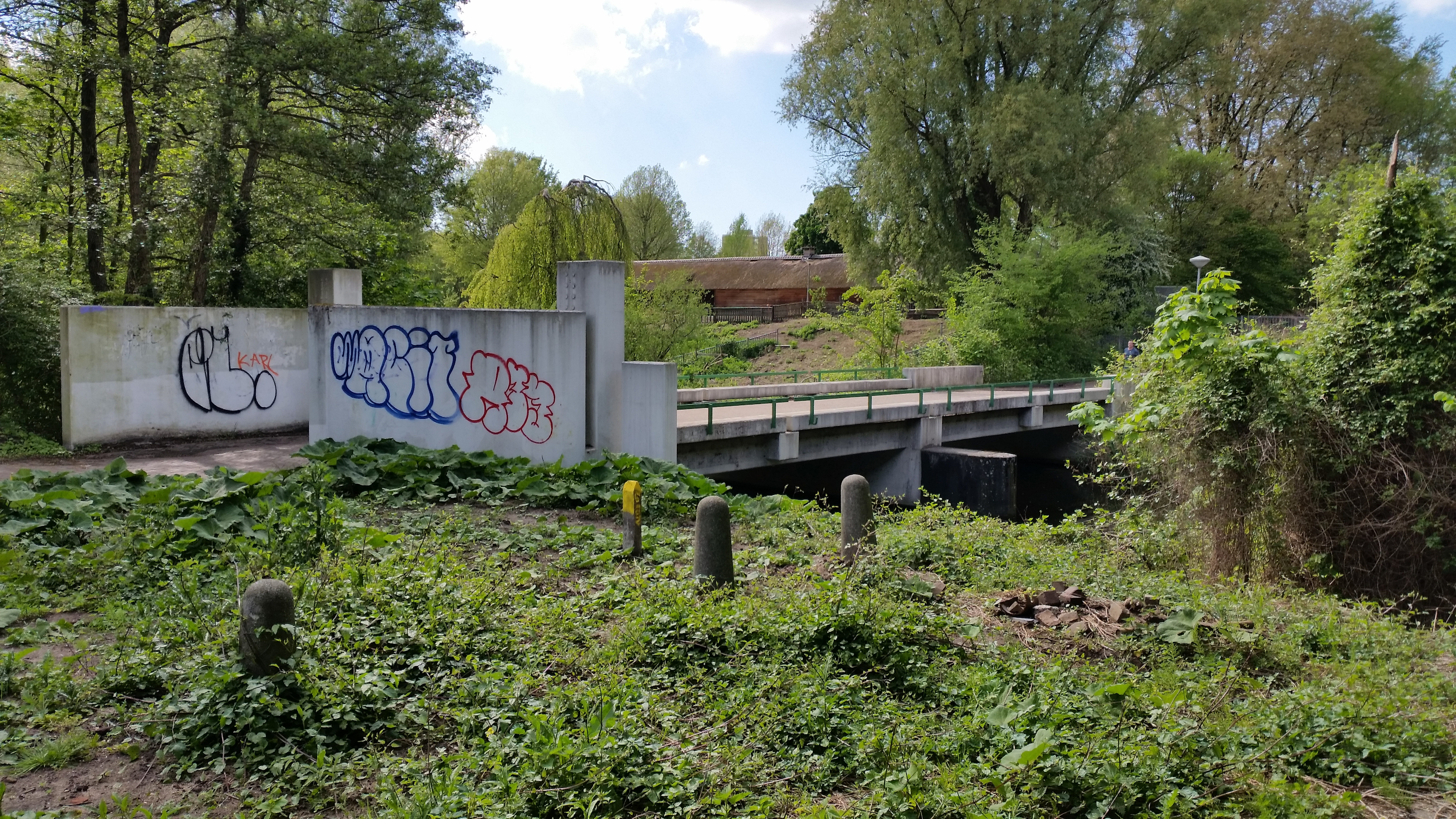
Zijaanzicht van brug 841 (april 2019)

<<< · 801 · 802 · 803 · 804 · 805 · 808 · 811 · 812 · 813 · 814 · 815 · 816 · 817 · 818 · 819 · 820 · 821 · 822 · 823 · 824 · 825 · 826 · 827 · 828 · 829 · 830 · 831 · 832 · 833 · 834 · 835 · 836 · 837 · 838 · 839 · 840 · 841 · 842 · 844 · 845 · 846 · 848 · 849 · 850 ·  854 · 856 · 857 · 858 · 859 · 860 · 863 · 864 · 865 · 866 · 867 · 868 · 869 · 870 · 871 · 872 · 873 · 875 · 876 · 877 · 889 · 890 · 891 · 892 · 893 · 895 · 896 · 897 · 898 · 899 · >>>
Brugnummers 800, 806, 807, 809, 810, 843 (gesloopt, Uilenstede, Amstelveen), 847 (Uilenstede, Amstelveen) , 851 (gesloopt, Dirk Sterenberg), 852 (gesloopt, Dirk Sterenberg), 853 (gesloopt, Dirk Sterenberg), 855, 861, 862, 874, 878, 879, 880, 881, 882, 883, 884, 885, 886, 887, 888, 894 zijn niet (meer) vergeven.